# Жихи (Дятловский район)
Жихи́ (бел. Жыхі́) — деревня в Дятловском районе Гродненской области Республики Беларусь. В составе Дворецкого сельсовета. По переписи населения 2009 года в Жихах проживал 41 человек.

## География
Расположена в 19 км к юго-востоку от Дятлово, 198 км от Гродно, 1,9 км на юг от железнодорожной станции Выгода.

## История
В 1880 году Жихи — деревня в Дворецкой волости Слонимского уезда Гродненской губернии (7 хозяйств). В 1905 году в Жихах проживал 91 человек.
В 1921—1939 годах Жихи находились в составе межвоенной Польской Республики. В 1923 году в Жихах насчитывалось 15 дворов, проживал 91 человек. В сентябре 1939 года Жихи вошли в состав БССР.
В 1996 году Жихи входили в состав колхоза «Меляховичи». В деревне имелось 58 хозяйств, проживало 105 человек.

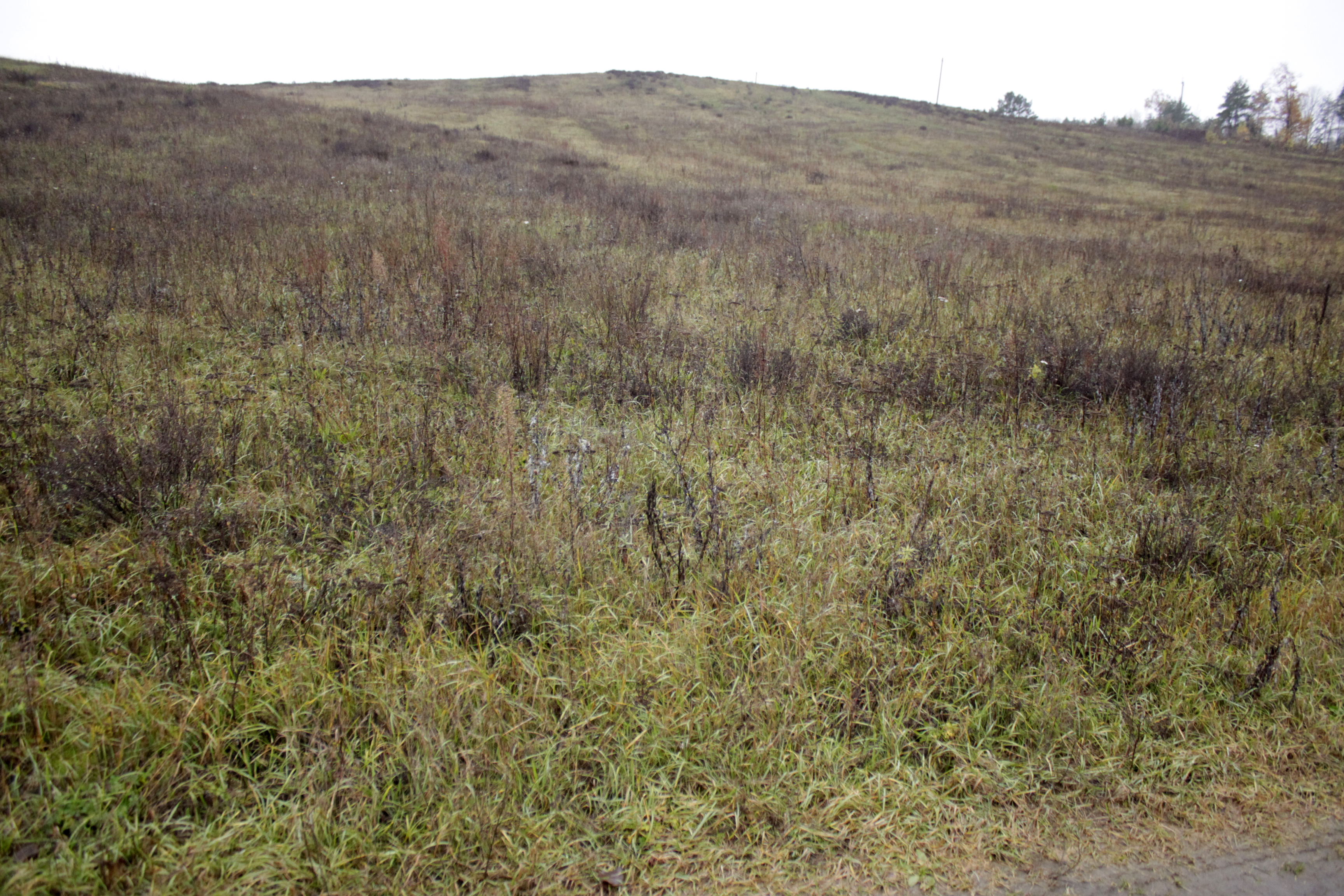
Курганный могильник

До 1 июля 1960 года деревня входила в состав Озеранского сельсовета, после — в состав Роготновского сельсовета. До 17 апреля 2021 года деревня входила в состав Меляховичского сельсовета.

## Население

### Численность
- 2009 год — 41 житель

### Динамика
- 1905 год — 91 житель[4]
- 2009 год — 41 житель (перепись населения)[6]

## Достопримечательность
- Курганный могильник